# Моторна олива

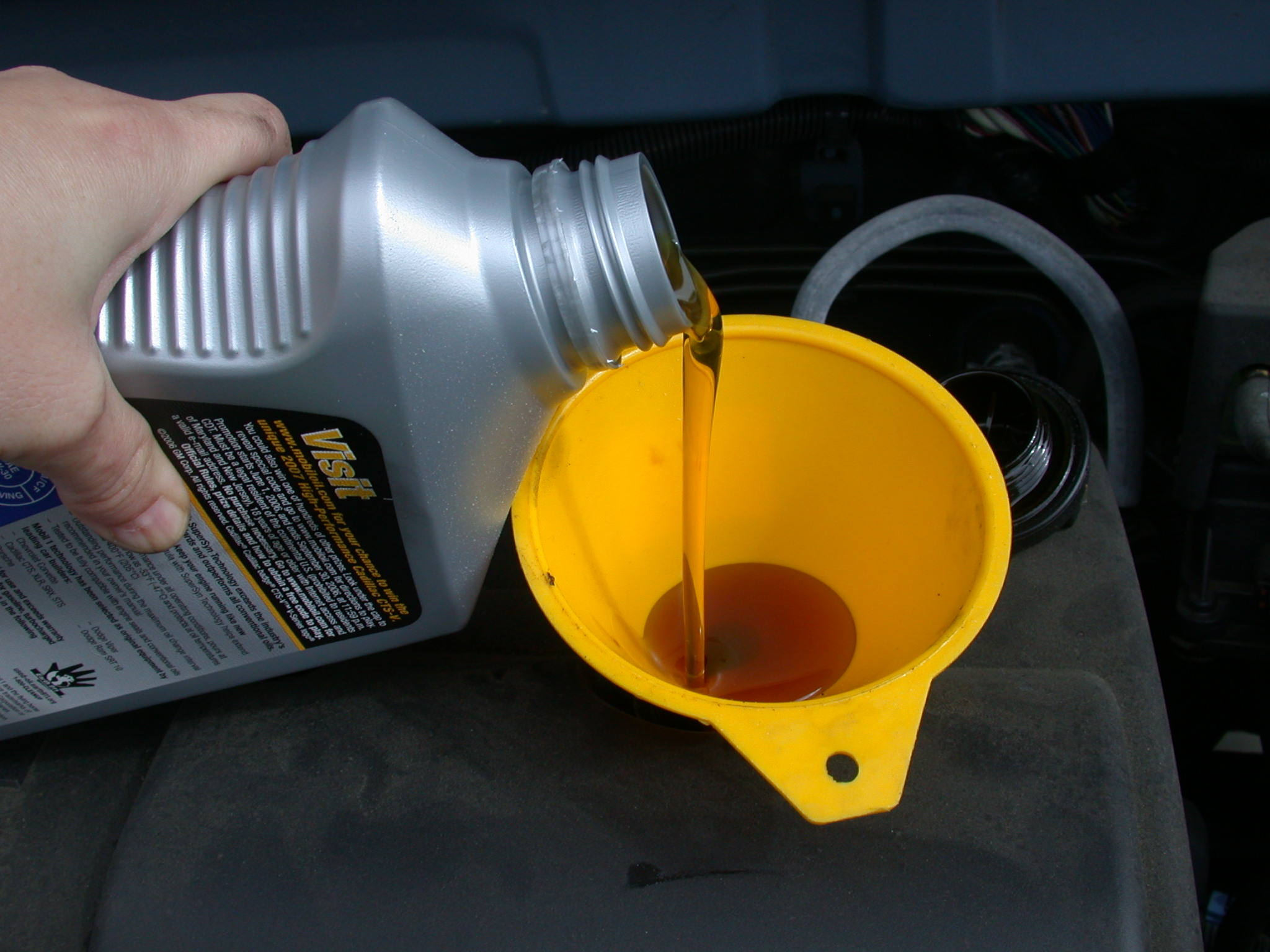
Заливання моторної оливи з тари в автомобільний двигун

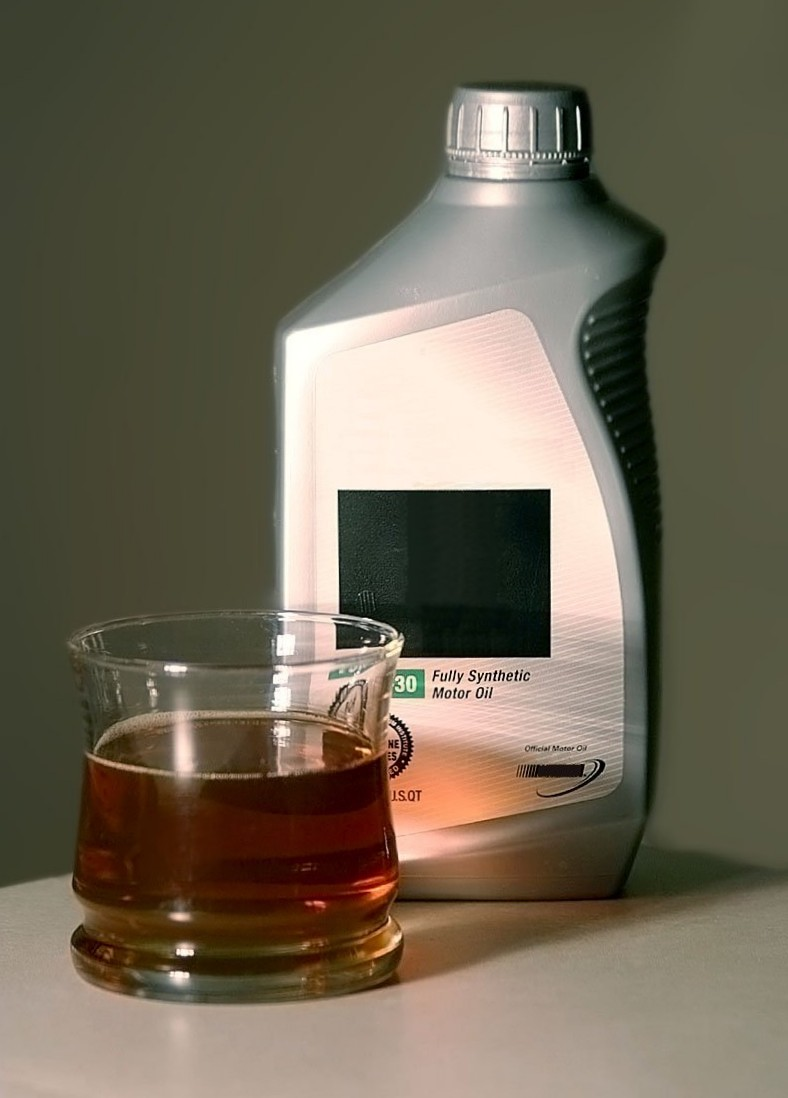
Моторна олива для чотиритактних двигунів

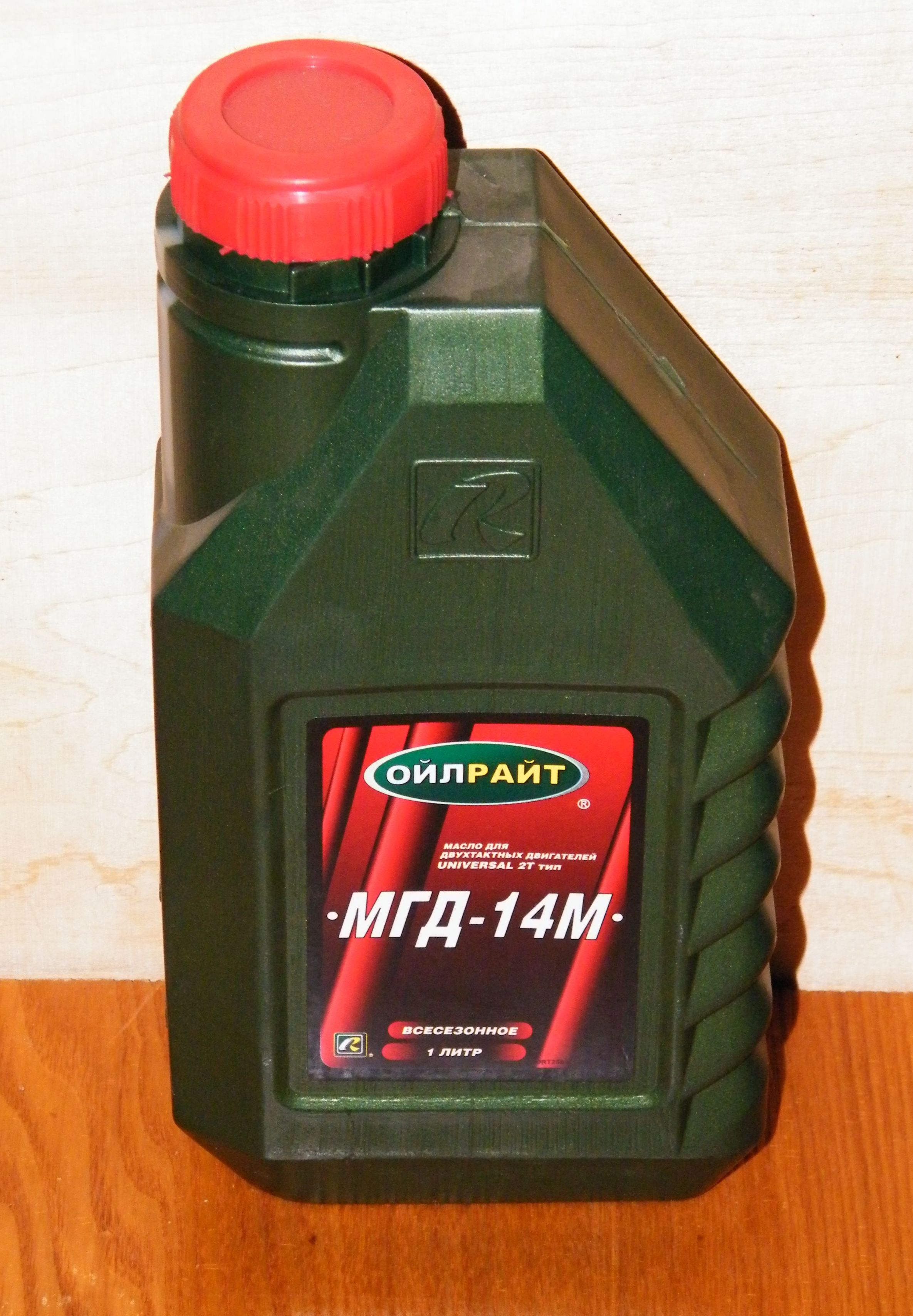
Олива МГД-14М для двотактних бензинових двигунів. Рекомендоване об'ємне співвідношення олива/бензин 1:50

Мото́рна оли́ва — мастильна олива для поршневих двигунів внутрішнього згоряння та інших типів двигунів.
В залежності від призначення їх поділяють на оливи для дизельних двигунів, оливи для бензинових двигунів та універсальні моторні оливи, що призначені для змащування двигунів обох типів. Оливи для двигунів внутрішнього згоряння, що працюють на бензині та переважно на зрідженому газі, мають позначку LPG.[джерело?] Всі сучасні моторні оливи складаються з базових олив і присадок для покращення властивостей.
За температурними межами працездатності моторні оливи поділяють на літні, зимові і всесезонні. Як базові оливи використовують дистилятні компоненти різної в'язкості, залишкові компоненти, суміші залишкового і дистилятних компонентів, а також синтетичні продукти (поліальфаолефіни, алкилбензоли, ефіри). Більшість всесезонних олив отримують шляхом загущення малов'язкої основи макрополімерними присадками.
За складом базової оливи моторні оливи поділяють на синтетичні,  мінеральні і напівсинтетичні (суміші мінерального і синтетичних компонентів).

## Загальні вимоги до моторних олив
Моторна олива — важливий елемент у конструкції двигуна внутрішнього згорання. Вона може тривало і надійно виконувати свої функції, забезпечуючи заданий ресурс двигуна, тільки при точній відповідності її властивостей тим термічним, механічних і хімічним впливам, яких олива зазнає в мастильній системі двигуна та на поверхнях деталей, що підлягають змащуванню та охолодженню. Взаємна відповідність конструкції двигуна, умов його експлуатації та властивостей оливи — одна з найважливіших умов досягнення високої надійності двигунів. Сучасні моторні оливи повинні відповідати багатьом вимогам, головні з яких перераховані нижче:
- високі мийні, дисперго-стабілізуючі та солюбілізуючі властивості стосовно різних нерозчинних забруднювачів, які забезпечують чистоту деталей двигуна;
- високі термічна і термоокиснювальна стабільності дозволяють використовувати оливи для охолодження поршнів, підвищувати граничне нагрівання оливи в картері, збільшувати інтервал часу до заміни;
- достатні протизносні властивості, що забезпечуються міцністю оливної плівки, потрібною в'язкістю при високій температурі і великому градієнті швидкості при зсуві, здатністю хімічно модифікувати матеріал поверхні металу при граничному терті і нейтралізувати кислоти, що утворюються при окисненні оливи або з продуктів згоряння палива;
- відсутність корозійного впливу на матеріали деталей двигуна як у процесі роботи, так і при тривалих перервах;
- стійкість до старіння, здатність протистояти зовнішнім впливам з мінімальним погіршенням властивостей;
- пологість в'язкісно-температурної характеристики, забезпечення холодного запуску, пропомпуваності при холодному запуску і надійного змащування в екстремальних умовах при великих навантаженнях і температурі навколишнього середовища;
- сумісність з матеріалами защільників, сумісність з каталізаторами системи нейтралізації відпрацьованих газів;
- висока стабільність при транспортуванні і зберіганні в регламентованих умовах;
- мала піноутворюваність при високій і низькій температурах;
- мала леткість, низька витрата на чад (екологічність).

До деяких олив висувають особливі, додаткові вимоги. Так, оливи, загущені макрополімерними присадками, повинні мати необхідну стійкість до механічної термічної деструкції; для суднових дизельних олив особливо важливою є вологостійкість присадок і мала емульгованість з водою; для енергозберігаючих продуктів — антифрикційність, сприятливі реологічні властивості. Для мащення двотактних бензинових двигунів використовуються спеціально призначені для них оливи.

## Базові оливи та різновиди олив
Американський нафтовий інститут (англ. American Petroleum Institute — API) запровадив класифікацію базових олив, з яких виробляються моторні оливи з поділом на 5 груп:
- Група I — продукти дистиляції нафти (практично не застосовується, окрім для спеціальних олив для старих конструкцій двигунів);
- Група II — дистиляти нафти з додатковим рафінуванням (інколи вирізняється Група ІІ+ — дистиляти нафти з групи II підвищеної якості);
- Група III — дистиляти нафти із застосуванням структурованого рафінування з попереднім декількакратним крекінгом у присутності водню (інколи вирізняють Групу III+, що означає продукт з групи III підвищеної якості;
- Група IV — коротколанцюгові поліальфаолефіни (англ. polyalphaolefins — PAO), що отримують шляхом хімічного синтезу;
- Група V — інші базові оливи, що отримують шляхом хімічного синтезу; найчастіше використовують поліефірні оливи (англ. polyol ester — POE).

Моторні оливи, що створені на базах груп I і II (з незначним додаванням інших базових олив) називають мінеральними оливами. Залежно від сировини (нафти) з якої виготовляють «базу» — хімічних властивостей, мінеральні базові оливи можна розділити на: парафінові, нафтенові, ароматичні, змішані.[неавторитетне джерело]
Оливи, що створені на базових оливах з груп І та II а також базових олив вищих груп у визначених обсягах мають назву оливи напівсинтетичні. Віднесення оливи до напівсинтетичних робиться на основі оцінки процентного вмісту базових олив груп III, IV та V у базовому складі, мінімальне значення якого різниться у різних країнах. Зазвичай це 25 % або 30 %; це значить, що можлива ситуація що олива з вмістом у своїй базі 74 % групи II і 26 % групи III в одній країні буде вважатись напівсинтетичною, в іншій — мінеральною.
Синтетичні оливи це продукти, що створені на базі олив групи III, IV та V. У деяких країнах (Німеччина і Японія) синтетичні оливи повинні містити лише бази з груп IV та V, а оливи, що містять компоненти з групи III повинні називатись «оливами, отриманими за технологіями синтезу» тощо. В інших країнах все залежить від політики конкретного виробника, як він буде називати свої продукти (тобто чи буде розрізняти оливи з базами групи III від олив з базами групи IV та V). Оливи на основі виключно баз групи IV або V доступні лише для спеціальних цілей. Зазвичай використовують суміші з перевагою однієї з цих груп (група IV забезпечує довговічність продукту, а група V краще розчиняє присадки).

## Класифікації моторних олив
Щоб зробити можливим порівняння між собою різних моторних олив, було розроблено системи їх класифікації. Класифікують як моторні оливи створені раніше, так і новостворювані зразки для нових конструкцій двигунів.
Можна вирізнити наступні класифікації:
- Класифікації моторних олив за в'язкістю:
  - Класифікація за SAE (англ. Society of Automotive Engineers — Співтовариство автотранспортних інженерів).
- Класифікація моторних олив за якістю:
  - класифікація за ACEA (англ. Association des Constructeurs Européens d'Automobiles) — європейська класифікація моторних олив;
  - класифікація за API (англ. American Petroleum Institute — Американський інститут нафти) — американська цивільна класифікація моторних олив;
  - класифікація за ILSAC — (англ. International Lubricants Standardization and Approval Committee) — класифікація Міжнародного комітету зі стандартизації та апробації моторних олив
  - класифікації виробників двигунів, напр. Mercedes-Benz (MB), Volkswagen (VW), Volvo, MAN, Ford, Japanese Automotive Standards Organization (JASO) тощо.

### В'язкість моторної оливи за SAE
Однією з основних властивостей моторної оливи є її в'язкість і залежність в'язкості від температури в широкому діапазоні (від температури навколишнього повітря в момент холодного запуску двигуна взимку до максимальної температури оливи у двигуні при максимальному навантаженні влітку). Найповніший опис відповідності в'язкісно-температурних властивостей мастил вимогам двигунів міститься в загальноприйнятій на міжнародному рівні класифікації SAE J300.
Класифікація SAE поділяє оливи на основі експлуатаційних показників і вирізняє 12 класів в'язкості:
- 6 класів зимових, позначених числом і літерою «W»: 0W, 5W, 10W, 15W, 20W, 25W;
- 6 класів літніх, позначених лише числом: 10, 20, 30, 40, 50, 60.

Зимові класи олив контролюються за наступними показниками:
- максимальна в'язкість, яку може мати олива при заданій від'ємній температурі;
- гранична температура при якій олива може помпуватись насосом системи мащення;
- мінімальна кінематична в'язкість при температурі 100 °C.

Літні класи олив контролюються за:
- мінімальною кінематичною в'язкістю при температурі 100 °C;
- максимальною кінематичною в'язкістю при температурі 100 °C;
- мінімальною динамічною в'язкістю за температури 150 °C при градієнті швидкості (швидкості зсуву) рівному 106 1/с (HTHS — High Temperature High Shear)

За допомогою даного випробування вимірюється стабільність в'язкісної характеристики оливи в екстремальних умовах, при дуже високій температурі.
Для випадку всесезонних олив повинні виконуватись критерії як літні, так і зимові. Вони позначаються здвоєним маркуванням, перше з яких вказує на значення динамічної в'язкості при від'ємних температурах і гарантує пускові властивості, друге — визначає характерний для відповідного класу в'язкості літньої оливи діапазон кінематичної в'язкості при 100 °C та динамічної при 150 °C (наприклад: 0W20; 5W40; 20W50).
Методи випробувань, закладені в оцінку властивостей олив за SAE J300, дають споживачеві інформацію про граничну температуру оливи, при якій є можливим провертання двигуна стартером і оливна помпа подає оливу під тиском у процесі холодного запуску у режимі, що не допускає сухого тертя у вузлах тертя. Більшість олив, присутніх на ринку є всесезонними.
| Клас за SAE | В'язкість низькотемпературна              | В'язкість низькотемпературна              | В'язкість високотемпературна    | В'язкість високотемпературна    | В'язкість високотемпературна                                  |
| ----------- | ----------------------------------------- | ----------------------------------------- | ------------------------------- | ------------------------------- | ------------------------------------------------------------- |
| Клас за SAE | Провертання                               | Пропомпуваність                           | В'язкість, мм2/с при t = 100 °C | В'язкість, мм2/с при t = 100 °C | Min в'язкість, мПа•с при t = 150 °C і швидкості зсуву 106 с−1 |
| Клас за SAE | Max в'язкість, мПа•с, при температурі, °С | Max в'язкість, мПа•с, при температурі, °С | Min                             | Max                             | Min в'язкість, мПа•с при t = 150 °C і швидкості зсуву 106 с−1 |
| 0W          | 6200 при −35 °С                           | 60000 при −40 °C                          | 3,8                             | —                               | -                                                             |
| 5W          | 6600 при −30 °С                           | 60000 при −35 °С                          | 3,8                             | —                               | -                                                             |
| 10W         | 7000 при −25 °С                           | 60000 при −30 °С                          | 4,1                             | —                               | -                                                             |
| 15W         | 7000 при −20 °С                           | 60000 при −25 °С                          | 5,6                             | —                               | -                                                             |
| 20W         | 9500 при −15 °С                           | 60000 при −20 °С                          | 5,6                             | —                               | -                                                             |
| 25W         | 13000 при −10 °С                          | 60000 при −15 °С                          | 9,3                             | —                               | -                                                             |
| 20          | —                                         | —                                         | 5,6                             | < 9,3                           | 2,6                                                           |
| 30          | —                                         | —                                         | 9,3                             | < 12,6                          | 2,9                                                           |
| 40          | —                                         | —                                         | 12,6                            | < 16,3                          | 2,9 (0W-40; 5W-40;10W-40)                                     |
| 40          | —                                         | —                                         | 12,6                            | < 16,3                          | 3,7 (15W-40; 20W-40; 25W-40)                                  |
| 50          | —                                         | —                                         | 16,3                            | < 21,9                          | 3,7                                                           |
| 60          | —                                         | —                                         | 21,9                            | 26,1                            | 3,7                                                           |

### Класифікація показників якості моторних олив за API
Ця класифікація вирізняє норми для олив, що призначені для бензинових двигунів та позначається літерою «S» і дизельних двигунів, що позначаються літерою «C». За першою літерою, яка означає тип двигуна, ставиться друга літера, що визначає відповідну норму (чим далі літера в абетці, тим норма є вищою і новішою), а для випадку дизельних двигунів додатково ставиться цифра, що означає піднорму. На цей час розповсюджені SN та CJ-4. Найновіші актуальні норми це API SP та CK-4. Також  в окрему категорію вивели «ресурсозберігаючі» оливи API SP RC (Resource Concerving), так олива може мати маркування SP+RC.  API SP мають зворотну сумісність і можуть замінювати оливи попередніх категорій API, якщо це не суперечить рекомендаціям виробника двигуна автомобіля.
Між нормами API є обмежена сумісність. Використання оливи за нормою нижчою від норми, до якої спроектовано двигун, як наприклад, оливи SM або SL у двигуні спроектованому для SN, може спричинити його прискорене зношування чи навіть пошкодження. Натомість можна використовувати оливу вищої норми для двигунів спроектованих до найближчих нижчих норм (наприклад, SN у двигуні для SM та SL). Для випадку застосування оливи SN у двигуні запроектованому для SA, також може викликати пошкодження двигуна.
Виробник оливи на основі параметрів продукту і норм, подає на етикетці продукції, якій нормі API відповідає дана олива. Крім цього можливе проведення дослідження оливи самим API — такі оливи мають на пакуванні знак типу «бублик», на якому подається інформація про норму API і в'язкість за SAE.

### Класифікація показників якості моторних олив за ILSAC
Ця класифікація є похідною від класифікації API. Норми ILSAC для моторних олив позначаються літерами «GF» і цифрами, що означають поточну норму. Наразі діє норма GF-5. Оливи, що відповідають цій нормі повинні відповідати усім вимогам норми API SN а також додатковим вимогам норми GF-5 (подібна залежність була між нормами SM і GF-4 та SL і GF-3). Сумісність між нормами ILSAC така ж як і між нормами API.
Виробники оливи на основі характеристик продукту і норм подають на пакуванні інформацію, яким нормам ILSAC відповідає дана олива. Крім цього є можливим подання оливи на повторне дослідження у API — такі оливи мають на пакуванні знак типу «сонечко», що містить інформацію про відповідність нормам ILSAC та API а також параметри в'язкості за SAE.
На зміну моторних олив з ILSAC GF-5 і API SN прийшли більш сучасні мастильні матеріали, що перевершують попередні за всіма вимогами. Нові оливи ILSAC GF-6 API SP / RC відповідають восьми параметрам випробувань різних виробників двигунів і інших механізмів автомобілів та спецтехніки. У число яких включені нові випробування, важливі для олив з низькою в'язкістю, для виявлення передчасного запалювання на низьких оборотах двигуна (LSPI) і захисту приводу ГРМ від зносу.
Специфікація GF-6 включає: - ILSAC GF-6A притаманний для вязкостей 0W-20, 5W-20, 5W-30, 10W-30 - ILSAC GF-6B в свою чергу для в'язкості 0W-16.

### Класифікація показників якості моторних олив за ACEA
Ця класифікація вирізняє норми для олив, що призначені для бензинових двигунів (позначають літерою «A»), для олив дизельних двигунів легкових автомобілів (позначають літерою «B»), дизельних двигунів легкових авто з оснащенням сажовим фільтром і бензинових двигунів, що вимагають олив з низьким або середнім вмістом сульфатних шлаків — lowSAPS та midSAPS (позначають літерою «C») і олив для дизельних двигунів вантажних автомобілів (позначають літерою «E»). Після літери, що означає різновид двигуна ставиться цифра, що означає групу двигунів, у яких дана олива може застосовуватись. Список зазвичай зобов'язальних норм (звичайно вимоги норм A і B є ідентичними і переважно оливи позначаються обома літерами; цифра 2 для олив A і B і деякі цифри для оливи E зазвичай не використовуються, цифра 3 означає також і цифру 2, подібні правила діють і для олив вантажівок):
- A1/B1 — енергоощадні оливи з продовженим терміном використання до двигунів з деталями щільного припасування (нові японські та американські авто). Часто зустрічається інформація, що це оливи з якістю нижчою ніж для A3/B3 чи A5/B5, що є неправдою;
- A3/B3 — оливи для двигунів із вільним припасуванням деталей (автомобілі європейські і старіші японські та американські авто) за виключенням двигунів високого ступеня стиску з безпосереднім впорскуванням палива (common rail);
- A3/B4 — оливи для двигунів з вільним припасуванням включаючи двигуни з високим ступенем стиску з безпосереднім впорскуванням палива;
- A5/B5 — енергоощадні оливи продовженого терміну використання до двигунів з вільним припасуванням деталей;
- C1 — оливи для двигунів, що вимагають lowSAPS і низького індексу високотемпературної в'язкості (HTHS);
- C2 — оливи для двигунів, що вимагають midSAPS і низького індексу високотемпературної в'язкості (HTHS);
- C3 — оливи для двигунів, що вимагають midSAPS і вищого індексу високотемпературної в'язкості (HTHS);
- C4 — оливи для двигунів, що вимагають lowSAPS і вищого індексу високотемпературної в'язкості (HTHS);
- E4, E6, E7 i E9 — класифікація зроблена перед усім у залежності від норм викидів двигуна та інтервалів заміни олив.

Перевагою норм стандартів ACEA є детально розроблені критерії для розподілу олив в кожній групі (стисліші і детальніші ніж в класифікаціях API та ILSAC), а недоліком є значно складніші умови сумісності. У спрощеному варіанті можна зазначити:
- олива A5/B5 може бути замінником A3/B3 та A3/B4;
- олива A3/B4 може замінити A3/B3;
- серед олив групи C олива lowSAPS може замінити оливу midSAPS тієї ж групи HTHS.

Проблему із сумісністю можуть вирішувати виробники, подаючи на пакуваннях списки усіх груп ACEA, де дана олива може застосовуватись, але не завжди вони це роблять вичерпно, що інколи ускладнює підбір олив.